# Andrij Pilsjtsjykov

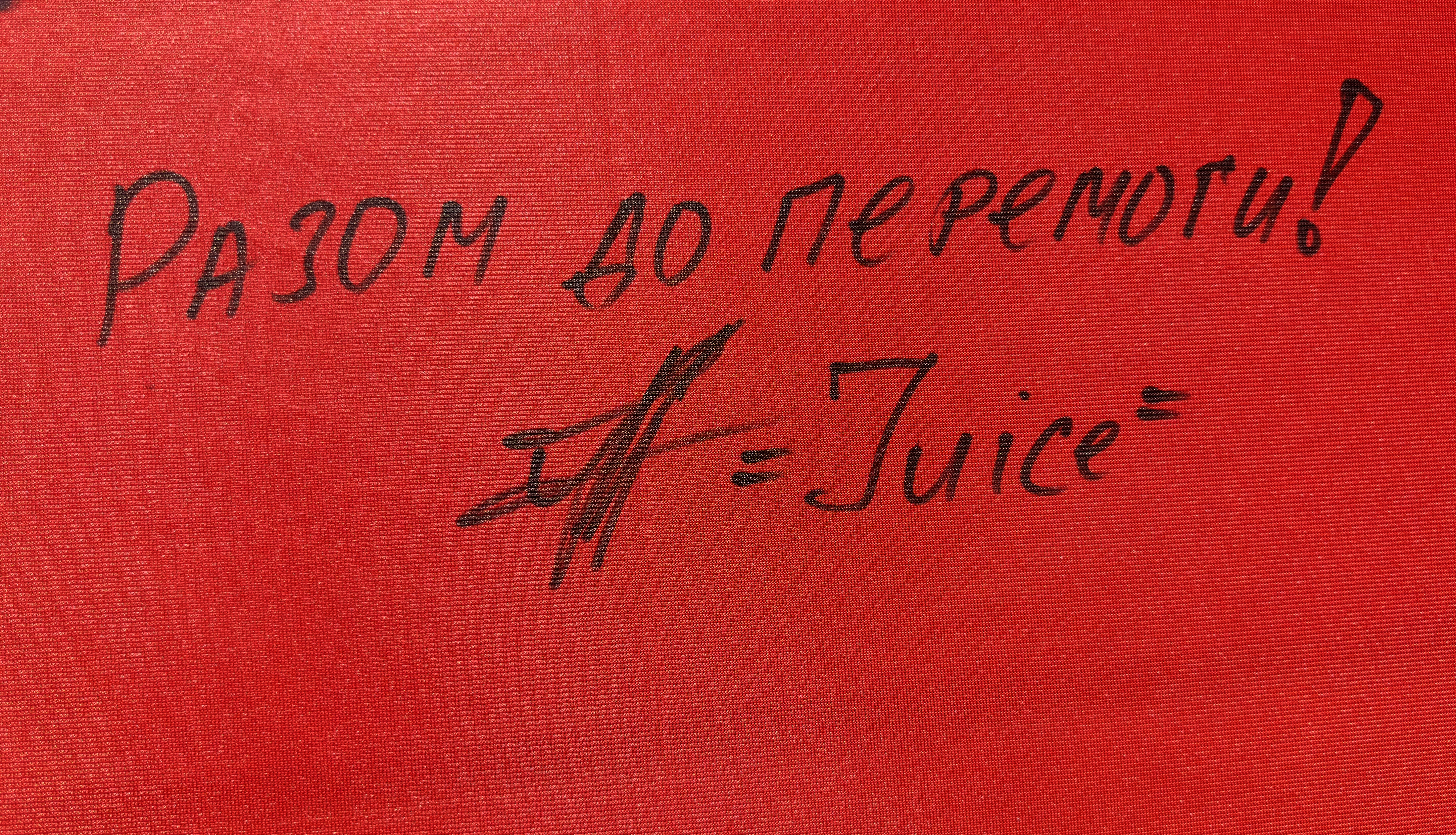
Samen naar de overwinning! (7 april 2023)

Andrij Borysovytsj Pilsjtsjykov (Oekraïens: Андрій Борисович Пільщиков, Charkiv, 3 februari 1993 – oblast Zjytomyr, 25 augustus 2023) was een prominente Oekraïense gevechtspiloot met de roepnaam "Juice", een majoor in de 40e tactische Luchtvaartbrigade van de Oekraïense luchtmacht. 
Hij vloog met MiG-29s tijdens de Russische invasie van Oekraïne en was onderdeel van een eenheid die bekend staat als de “Geest van Kiev” die aan het begin van de oorlog Midden- en Noord-Oekraïne verdedigde.
Op 25 augustus 2023 overleden Pilsjtsjykov en twee andere Oekraïense piloten bij een vliegtuigongeluk, waarbij twee Oekraïense Aero L-39 Jet-Trainers in de lucht met elkaar in botsing kwamen, nabij de stad Zjytomyr, Oekraïne.